# انتفاضة الهزارة 1888 – 1893
اندلعت انتفاضة هزارة 1888 – 1893 في أعقاب الحرب الإنجليزية الأفغانية الثانية عندما وقعت إمارة أفغانستان معاهدة جاندماك. أخضع الملك الأفغاني عبد الرحمن خان مناطق تركستان، وهزارستان، وكفيرستان لسيطرته. أطلق عدة حملات في هزارستان وبسبب مقاومة الهَزَارَة، نفذ إبادة جماعية على سكانها. تشير إحدى التقديرات إلى أن ستين بالمائة من إجمالي سكان الهزارة إما قتلوا أو هُجِّروا بسبب الفرار إلى كويته والمناطق المجاورة الأخرى.  وُزعت أراضي الهزارة على القرويين البشتون ( يُعرفون بالأفغان أيضًا وهم مجموعة عرقية من جذور أفغانستان). بيعت نساء الهزارة وكبار السن كعبيد، واحتُفظ بالعديد من فتيات الهزارة الصغيرات كجاريات لملوك الأفغان. اعتقل عبد الرحمن سيد جعفر، وهو زعيم قبيلة الشيخ علي الهزارة، وسجنه في مزار الشريف. وُصف القمع بعد الانتفاضة بأنه أبرز حالة إبادة جماعية في تاريخ أفغانستان الحديثة.

## الانتفاضة الأولى
اندلعت انتفاضة الهزارة الأولى ضد عبد الرحمن خان بين عامي 1888 و 1890. عندما ثار محمد إسحاق نسيب الأمير عبد الرحمن ضده، انضم زعماء قبائل الشيخ علي الهزارة إلى الثورة. لم يدم التمرد طويلًا وسُحق حيث بسط الأمير سيطرته على أجزاء كبيرة من هزارستان. كان لزعماء الشيخ علي الهزارة حلفاء في مجموعتين مختلفتين، الشيعة والسنة. استغل عبد الرحمن الموقف، وحرض الهزارة السنة ضد الهزارة الشيعة، وأبرم اتفاقيات بين الهزارة.
بعد إرسال جميع رؤساء الشيخ علي الهزارة إلى كابول، استمرت المعارضة داخل قيادة سوار خان وسيد جعفر خان ضد القوات الحكومية، ولكن في النهاية هُزمت. فُرضت الضرائب وأُرسل الإداريين الأفغان إلى الأماكن المحتلة، حيث تعدوا على السكان.  نُزع سلاح الناس، ونُهبت القرى، وسُجن زعماء القبائل المحليون أو أُعدموا، وصودرت الأراضي الجيدة وأُعطيت للرُّحّل الأفغان (الكوشيون).

## الانتفاضة الثانية
اندلعت الانتفاضة الثانية في ربيع عام 1892. وفقًا لسيد عسكر موسوي (هو كاتب وروائي معاصر في أفغانستان)، كان سبب الانتفاضة اعتداء الجنود الأفغان على زوجة أحد زعماء الهزارة.  قتلت عائلات الرجل وزوجته الجنود المتورطين وهاجموا الثكنة المحلية. انقلب العديد من زعماء القبائل الآخرين الذين دعموا عبد الرحمن الآن ضده وانضموا إلى التمرد، الذي انتشر بسرعة في جميع أنحاء هزارستان. ردًا على التمرد، أعلن الأمير «الجهاد» ضد الشيعة ورفع جيشًا قوامه 40 ألف جندي و 10 آلاف خيالة و 100 ألف مدني مسلح (معظمهم من البشتون الرُّحّل). كما جلب مستشارين عسكريين بريطانيين لتدريب جيشه.

هزم الجيش الكبير التمرد في مركزه، في ولاية أرزوکان، بحلول عام 1892 وشُرد السكان المحليين وقُتل بعضهم. 
«بيع الآلاف من رجال ونساء وأطفال الهزارة في أسواق كابول وقندهار، كما نُصبت عدة أبراج من الرؤوس البشرية للمتمردين المهزومين كتحذير للآخرين الذين قد يتحدون حكم الأمير».
-       إس إيه موسوي. 
أمر عبد الرحمن بمصادرة جميع أسلحة الهزارة وأن يفرض السنة الملا التفسير السُنِّيّ للإسلام.